# Remo Fischer
Pour les articles homonymes, voir Fischer.
Remo Fischer, né le 13 août 1981 à Bäretswil, est un fondeur suisse. Il est monté une fois sur le podium dans une épreuve individuelle de Coupe du monde et a remporté une épreuve par équipes.

## Biographie
Remo Fischer naît le 13 août 1981 à Bäretswil, dans le canton de Zurich, et commence le ski de fond à l'âge de 10 ans. Après avoir commencé les courses FIS et les courses de Coupe continentale en décembre 1999, il participe aux championnats du monde juniors pour la première fois en 2000 à Štrbské Pleso (Slovaquie). Son meilleur résultat est une 28e place dans le 10 kilomètres libre. Il est ensuite 17e du 30 kilomètres libre des Championnats du monde juniors 2001 à Karpacz (Pologne).
Pendant la saison 2002-2003, Remo Fischer participe à une épreuve de Coupe du monde pour la première fois à Davos, en Suisse. Il est 88e sur 94 du 15 kilomètres libre puis 18e du relais avec l'équipe suisse. Le 18 décembre 2004, il se classe 23e du 30 kilomètres de Ramsau (Autriche) et marque ses premiers points en Coupe du monde. Ce résultat lui permet de se qualifier pour les Championnats du monde 2005 à Oberstdorf (Allemagne), où il est 16e du 15 kilomètres, 46e de la poursuite et 15e du relais.

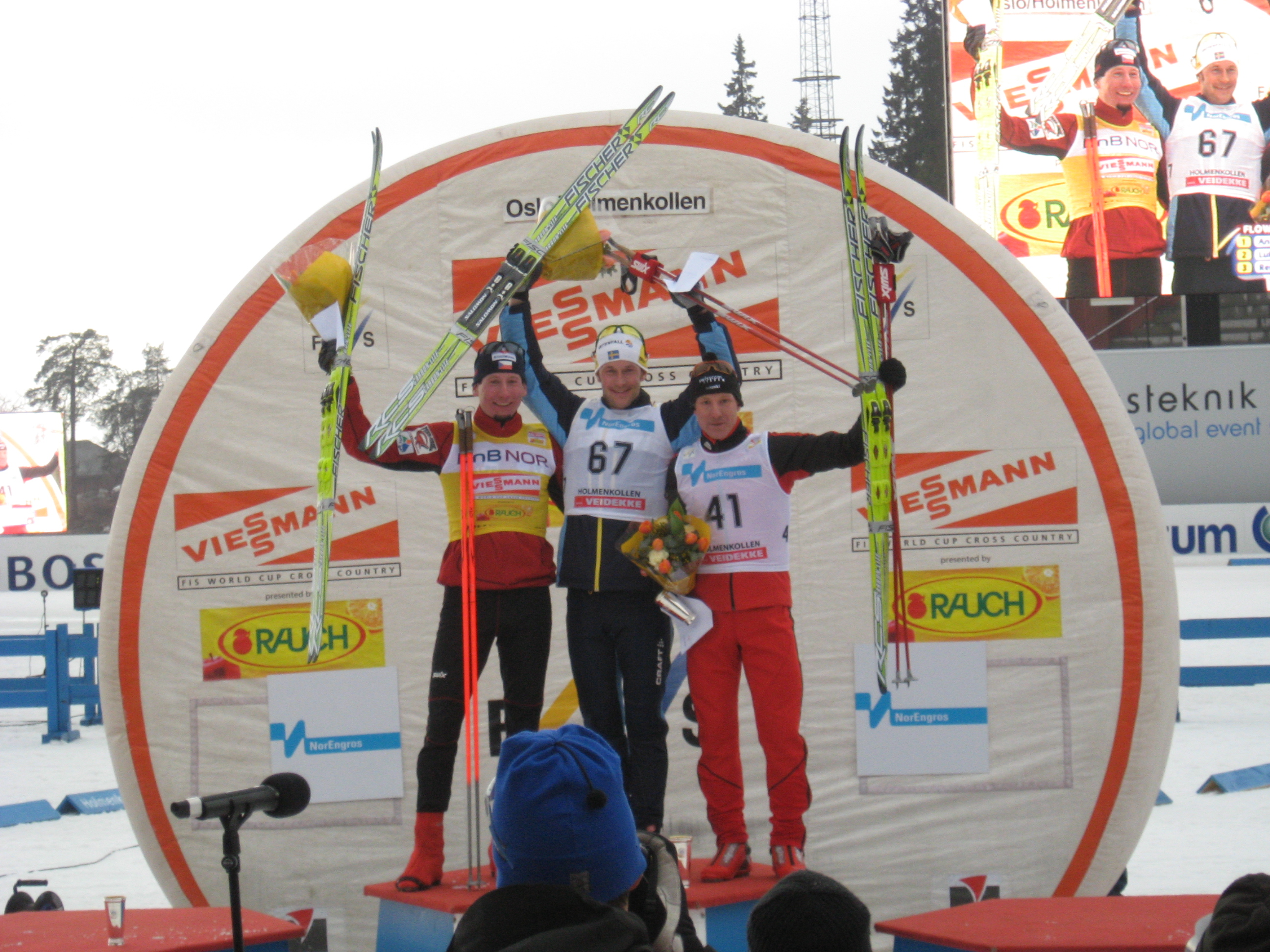
Le podium du 50 kilomètres d'Oslo en 2008, avec Remo Fischer à droite.

Remo Fischer est 36e de la poursuite, 21e du 50 kilomètres et 7e du relais aux Jeux olympiques d'hiver de 2006 organisés à Turin en Italie. Il entre pour la première fois dans le top 10 dans une épreuve individuelle de Coupe du monde le 3 février 2007, avec une cinquième place au 15 kilomètres de Davos. Il est cependant 45e sur la même distance peu après aux championnats du monde de Sapporo (Japon). Il rentre à nouveau dans le top 10 la saison suivante avec une septième place lors du 30 kilomètres de Rybinsk, en Russie. Le 8 mars 2008, il monte pour la première fois sur le podium en Coupe du monde en terminant troisième du 50 kilomètres d'Oslo (Norvège) derrière le Suédois Anders Södergren et le Tchèque Lukáš Bauer. Pendant la saison 2008-2009, il est champion suisse du 15 kilomètres libre. Il est notamment 19e du 50 kilomètres et 7e du relais aux Championnats du monde de Liberec, en République tchèque.
Fischer commence sa saison 2009-2010 de Coupe du monde par une dixième place au 15 kilomètres de Beitostoelen (Norvège). Aux Jeux olympiques d'hiver de 2010 organisés à Vancouver, il est 15e du 15 kilomètres libre, 44e de la poursuite et 10e du relais. Le 19 décembre 2010, Toni Livers, Dario Cologna, Remo Fischer et Curdin Perl remportent le relais 4 × 10 kilomètres de La Clusaz (France). C'est la première fois qu'un relais suisse monte sur le podium en Coupe du monde. En mars 2011, Fischer remporte le marathon de l'Engadine. En 2011-2012, il est notamment sixième du 15 kilomètres de Sjusjoen, en Norvège. Il n'entre pas dans le top 20 d'une épreuve individuelle de Coupe du monde la saison suivante, mais prend notamment la sixième place du relais aux Championnats du monde à Val di Fiemme, soit son meilleur classement en grand championnat. Aux Jeux olympiques d'hiver de 2014, à Sotchi (Russie), il est 7e du relais et 22e du 50 kilomètres.
Quelques mois plus tard, il annonce la fin de sa carrière sportive avec un an d'avance sur son plan initial.

## Palmarès

### Jeux olympiques d'hiver
| Épreuve / Édition | Sprint                           | Sprint                           | 15 km                            | 15 km                            | Poursuite / Skiathlon 2 × 15 km | 50 km | Relais | Relais    |
| Épreuve / Édition | libre                            | classique                        | libre                            | classique                        | Poursuite / Skiathlon 2 × 15 km | 50 km | Sprint | 4 × 10 km |
| JO 2006 Turin     | —                                | Épreuve inexistante à cette date | Épreuve inexistante à cette date | —                                | 36e                             | 21e   | —      | 7e        |
| JO 2010 Vancouver | Épreuve inexistante à cette date | —                                | 15e                              | Épreuve inexistante à cette date | 44e                             | —     | —      | 10e       |
| JO 2014 Sotchi    | —                                | Épreuve inexistante à cette date | Épreuve inexistante à cette date | —                                | —                               | 22e   | —      | 7e        |

Légende :
- : pas d'épreuve
- — : non disputée par Fischer

### Championnats du monde
| Épreuve / Édition           | Sprint                           | Sprint                           | 15 km                            | 15 km                            | Poursuite / Skiathlon 2 × 15 km | 50 km | Relais | Relais    |
| Épreuve / Édition           | libre                            | classique                        | libre                            | classique                        | Poursuite / Skiathlon 2 × 15 km | 50 km | Sprint | 4 × 10 km |
| Mondiaux 2005 Oberstdorf    | Épreuve inexistante à cette date | -                                | 16e                              | Épreuve inexistante à cette date | 46e                             | -     | -      | 15e       |
| Mondiaux 2007 Sapporo       | Épreuve inexistante à cette date | -                                | 45e                              | Épreuve inexistante à cette date | -                               | -     | 12e    | -         |
| Mondiaux 2009 Liberec       | -                                | Épreuve inexistante à cette date | Épreuve inexistante à cette date | -                                | 48e                             | 19e   | -      | 7e        |
| Mondiaux 2011 Oslo          | -                                | Épreuve inexistante à cette date | Épreuve inexistante à cette date | -                                | 33e                             | 37e   | -      | 9e        |
| Mondiaux 2013 Val di Fiemme | Épreuve inexistante à cette date | -                                | 34e                              | Épreuve inexistante à cette date | -                               | -     | -      | 6e        |

### Coupe du monde
- Meilleur classement général : 59e en 2011.
- 2 podiums :
  - 1 podium individuel : 1 troisième place.
  - 1 podium par équipes : 1 victoire.

#### Classements par saison
| Saison    | Classement général final | Classement distance | Classement sprint |
| 2004-2005 | 129e                     | 82e                 |                   |
| 2005-2006 | 160e                     | 118e                |                   |
| 2006-2007 | 77e                      | 45e                 |                   |
| 2007-2008 | 60e                      | 36e                 |                   |
| 2008-2009 | 114e                     | 67e                 |                   |
| 2009-2010 | 76e                      | 44e                 |                   |
| 2010-2011 | 59e                      | 44e                 |                   |
| 2011-2012 | 73e                      | 46e                 |                   |
| 2012-2013 | 84e                      | 61e                 |                   |
| 2013-2014 | 113e                     | 67e                 |                   |

### Coupe OPA
- 8 podiums, dont 5 victoires.

### Championnats de Suisse
- Titré sur le quinze kilomètres libre en 2009.